# Eucharis ulei
Eucharis ulei é uma espécie de planta da família Amaryllidaceae e do gênero Eucharis.  

## Taxonomia
O táxon foi descrito oficialmente em 1913 por Friedrich Wilhelm Ludwig Kraenzlin. 